# Hedycarya dorstenioides
Hedycarya dorstenioides là một loài thực vật có hoa trong họ Monimiaceae. Loài này được A.Gray miêu tả khoa học đầu tiên năm 1866.